# Nooksacks
Les Nooksack sont des autochtones amérindiens vivant dans le Nord-Ouest de l'État de Washington (comté de Whatcom) et revendiquant leur appartenance à une tribu de quelque 1 800 individus. En 2000, 547 d'entre eux vivaient dans une réserve de 11 km2, « cédée » en 1971 par l'administration des États-Unis. Leur langue, le nooksack, est éteinte.
Au début des années 2010 une controverse s'établit à propos de l'appartenance réelle au peuple Nooksack d'environ 300 habitants de la réserve qui descendraient d'une localité du Canada ; ces derniers sont alors radiés des enregistrements de la population de la réserve. En 2022, les dirigeants de la tribu prétendent expulser 26 habitants. Cela conduit à la saisine du comité des droits de l'homme des Nations-Unies en 2023.